# Mas de la Font del Soc
El Mas de la Font del Soc és un mas situat al municipi de Vilabertran, a la comarca catalana de l'Alt Empordà.